# Petr Váchal
Admirál Petr Váchal (španělsky Pedro Vachal, 29. června 1849 Milavče u Domažlic – 1919) byl český strojař a konstruktér, strojní důstojník Rakousko-uherského námořnictva a později Argentinského námořnictva, u kterého ve své kariéře sloužil nejdéle. Zaměřoval se zejména na konstrukci torpéd a jejich zavádění do výzbroje námořních složek Ruského impéria, Italského království a Argentinské republiky.

## Život

### Mládí
Narodil se v Milavčích nedaleko Domažlic v západních Čechách jako syn podílníka na statku Tomáše Váchala a jeho ženy Margarety, rozené Sloupové. Absolvoval domažlickou nižní reálku a poté vyšší reálku v Plzni, kde se zaměřil na strojnictví. Studium však nedokončil a posléze se vyučil strojním zámečníkem.

### Rakousko-uherské námořnictvo
Po odvodu do císařské armády byl přidělen do dílen Rakousko-uherského námořnictva a doplnil si přitom strojnické vzdělání. Posléze byl zařazen jako strojník na dělový člun SMS Narenta, se kterou absolvoval čtrnáctiměsíční nasazení v Černém moři, rovněž se účastnil hydrogeorafických měření u pobřeží Egypta a Arabského poloostrova. Následně byl pak převelen na kasematovou obrněnou loď SMS Lissa, odkud pak přešel na pedagogickou pozici na námořní vojenské akademii v Rijece u Jaderského moře. Zde se také oženil.

### Rusko a Itálie
Roku 1873 armádu opustil a nechal se zaměstnat ve Whiteheadově továrně na torpéda v Rijece. S tímto tehdy novým typem zbraně se zde detailně seznámil a patrně také provedl první vlastní konstrukční pokusy. Roku 1877 odešel jako zástupce firmy do Ruska, kde u carského námořnictva pomáhal tento typ zbraně zavádět. Stejnou nabídku pak po dobu dvou let využil u Italského královského námořnictva.

### Argentinské námořnictvo
Roku 1881 Váchal přijal pozvání k působení v řadách námořnictva Argentinské republiky, kam s doporučeními z Itálie přes Londýn odcestoval. V Argentině se pak i po skončení ročního pobytu natrvalo usadil a v řadách námořnictva pak budoval úspěšnou kariéru. Složil zdejší zkoušky a nastoupil nejprve na torpédový člun ARA Maipú, posléze nastoupil jako první strojní inženýr na obrněnou loď ARA Almirante Brown, mj. zodpovědný za lodní torpédomety.
V Argentině se již plně zabýval vlastní konstrukční činností torpéd. 14. října 1888 úspěšně otestován jím navržený typ torpéda, vystavený na Světové výstavě v Paříži roku 1889 a oceněný stříbrnou medailí. Dva roky pak Váchal prožil v anglickém Liverpoolu, kde byl obrněnec Almirante Brown opravován v místních docích. Po návratu do Argentiny byl Váchal jmenován vrchním technikem torpédového oboru v zemi, přednášel také o strojnictví a torpédových systémech na zdejší námořní akademii. Od roku 1895 byl činný v oboru odborné zbrojařské literatury pojednávající vedle torpéd také např. o podmořských minách. Údajně ovládal celkem osm jazyků: španělštinu, češtinu, ruštinu, chorvatštinu, italštinu, němčinu, francouzštinu a angličtinu.

### Úmrtí
Petr Váchal zemřel roku 1919, patrně v Argentině, ve věku 69 nebo 70 let.

### Rodina
Ženatý byl již z doby svého pobytu v Rijece, z manželství se uvádí syn Petr mladší, který rovněž působil u námořnictva.
Váchalovým prasynovcem byl malíř Josef Váchal, narozený rovněž v Milavčích.